# Marieta Ilcu
Marieta Ilcu (Rumania, 16 de octubre de 1962) es una atleta rumana retirada especializada en la prueba de salto de longitud, en la que ha conseguido ser subcampeona europea en 1990.

## Carrera deportiva
En el Campeonato Mundial de Atletismo en Pista Cubierta de 1989 ganó la plata en salto de longitud, con un salto de 6.86 metros, tras la soviética Galina Chistyakova y por delante de otra soviética Larisa Berezhnaya (bronce con 6.82 metros).
En el Campeonato Europeo de Atletismo de 1990 ganó la medalla de plata en el salto de longitud, con un salto de 7.02 metros, siendo superada por la alemana Heike Drechsler (oro con 7.30 metros) y por delante de otra alemana Helga Radtke (bronce con 6.94 m).